# Rättelse
Rättelse(r), errata eller corrigenda benämns den lista över de upptäckta, allvarliga tryck- eller sakfel en bok eller annan typ av mer omfattande trycksak innehåller, tillsammans med hur den korrekta texten skall lyda.
Eftersom det är svårt att ändra redan etablerade uppfattningar så får rättelser och dementier inte alltid samma genomslag som det ursprungliga och felaktiga påståendet. Det är extra svårt när det finns enkla budskap som väcker starka känslor.

## I böcker
Rättelserna kan skrivas på ett separat, löst blad som sedan fästes i början eller slutet av boken, eller vara inbunden i själva boken (oftast skedde detta då blytyper användes i tryckningen, som därmed tog längre tid, vilket tillät att tryckfel kunde upptäckas innan boken var färdiginbunden). Listan över rättelser har i regel rubriken "Rättelser" eller "Errata" eller "Corrigenda". Vid endast en rättelse används singularformen: erratum och corrigendum.

## Uppmärksammade rättelser
- 2003: The New York Times journalist Jayson Blair hade publicerat flera felaktiga artiklar. Tidningen kallade det för ett lågvattenmärke i tidningens 152 år långa historia och publicerade en lång förstasidesnyhet den 11 maj 2003, "Times Reporter Who Resigned Leaves Long Trail of Deception".[3]
- 2004: The New York Times publicerade en artikel där de, mot bakgrund av sin felaktiga rapportering om massförstörelsevapen i Irak och landets kopplingar till internationell terrorism, såg brister i hur redaktörer på flera nivåer inte hade ifrågasatt reportrar och krävt en mer kritisk hållning och att det kan ha berott på viljan att få ett scoop.[4]
- 2012: Det amerikanska radioprogrammet This American Life sände i januari avsnittet "Mr. Daisey and the Apple Factory" med utdrag från Mike Daiseys föreställning som en exposé av förhållanden vid en Foxconnfabrik i Kina. När det visade sig att uppgifterna inte stämde ägnade de ett helt avsnitt, "Retraction", åt att korrigera uppgifterna och undersöka vad som hade gått fel i arbetet som ledde fram till det tidigare avsnittet.